# Denis Alexejewitsch Tjurin
Denis Alexejewitsch Tjurin (russisch Денис Алексеевич Тюрин; * 3. Juni 1980 in Lipezk, Russische SFSR, Sowjetunion) ist ein ehemaliger russischer Eishockeyspieler, der zuletzt bei Metallurg Nowokusnezk in der Kontinentalen Hockey-Liga unter Vertrag stand.

## Karriere
Denis Tjurin begann seine Karriere als Eishockeyspieler in der Nachwuchsabteilung des HK Lada Toljatti, für dessen Profimannschaft er in der Saison 1996/97 sein Debüt in der Superliga gab. Dabei blieb er in zwei Spielen punktlos und erhielt vier Strafminuten. Im Sommer 1998 unterschrieb der Flügelspieler einen Vertrag beim ZSK WWS Samara, für den er eineinhalb Jahre lang in der Superliga spielte, ehe er für ein halbes Jahr zum HK Lada Toljatti zurückkehrte. Von 2000 bis 2006 stand er insgesamt sechs Jahre lang für Metallurg Nowokusnezk auf dem Eis. Die Saison 2006/07 begann er beim HK Awangard Omsk, kehrte jedoch nach nur 28 Spielen wieder zu seinem Ex-Klub aus Nowokusnezk zurück.
Von 2007 bis 2010 spielte Tjurin für den HK Sibir Nowosibirsk, zunächst ein Jahr lang in der Superliga und ab der Saison 2008/09 in der neu gegründeten Kontinentalen Hockey-Liga. Für die Saison 2010/11 wurde der ehemalige Nationalspieler vom KHL-Aufsteiger HK Jugra Chanty-Mansijsk verpflichtet, ehe er im Mai 2011 erneut zu seinem Ex-Klub aus Nowokusnezk zurückkehrte.

### International
Für Russland nahm Tjurin 2007 an der Euro Hockey Tour teil. In drei Länderspielen erzielte er dabei zwei Tore und gab eine Vorlage.

## Statistik
(Stand: Ende der Saison 2010/11)